# モルガン・デュブレ
モルガン・デュブレ（Morgane Dubled、1984年7月1日 - ）は、フランス・ニース出身の女性ファッションモデル。VIVA所属。

## 来歴
最初にスカウトされたのは16歳の時で、学業を優先させ、バカロレアを取得、医師になるための勉強をしていた。パリへ移ってから、学業の合間にアルバイトでモデルをしていたが、仕事の面白さに目覚めてモデル専業となった。
2004年秋冬コレクションでデビュー。たちまち売れっ子となり、パリはおろか、ミラノ、ニューヨークでも引っ張りだことなった。
テリー・リチャードソン、マーク・エイブラハムズらフォトグラファーとの仕事もおこなっている。クリスチャン・ディオール、ジャン・ポール・ゴルティエ、ジョルジュ・レッシュのキャンペーンモデルである。
少年のような華奢な体つきと、眠そうな目から、「スリープ・ウォーカー」とあだ名がついている。本人も自分を冷静に分析して、「茶色の目にブルネットで、みんなが思い浮かべる典型的フランス人だから、私に人気あるんでしょう。」と言っている。水着や下着の仕事も多い。2005/2006ヴィクトリアズ・シークレット・ファッション・ショーに出演した。
主なコレクションは、D&G、アナスイ、ヴィクター&ロルフ、エルメス、オスカー・デ・ラ・レンタ、ディオール、クロエ、シャネル、ジャンポール・ゴルチエ 、ステラ マッカートニー、ソニア リキエル、ドルチェ&ガッバーナ、フェンディ、マイケル・コース、マックスマーラ、マルニ、ミッソーニ、ヨウジヤマモト、ロエベ、マーク・ジェイコブス、ケンゾーなどがある。